# سعادت اوزکان
سعادت اوزکان (به زبان ترکی استانبولی: Saadet Özkan؛ زادهٔ ۱۹۷۸ در ازمیر، ترکیه) معلم مقطع ابتدایی و فعال برابری جنسیتی اهل ترکیه است.
وی متوجه شد که دانش آموزانش توسط مدیر مدرسه مورد سوءاستفاده جنسی قرار گرفته‌اند. علی‌رغم وجود فشارهایی علیه خود برای دنبال نکردن پرونده، به پافشاری برای آغاز تحقیقات جنایی دربارهٔ مدیر آن مدرسه ادامه داد. هنگامی که یک تصادف شدید سعادت را برای ماه‌ها بستری کرد، او از پا ننشست و از انجمن وکلای ازمیر و کنفدراسیون انجمن‌های زنان ترکیه کمک خواست تا این پرونده را پیگیری کنند.
وی برای به جریان انداختن این پرونده قضایی از سوی وزارت امور خارجه آمریکا موفق به دریافت «جایزه بین‌المللی زنان شجاع» در سال ۲۰۱۷ شد.
سعادت لیسانس خود را در سال ۱۹۹۵ در رشته روابط عمومی و ارتباطات از دانشگاه آنادولو در اسکی‌شهر در ترکیه دریافت کرد و سپس در سال ۲۰۰۴ در رشته تدریس فارغ‌التحصیل شد.

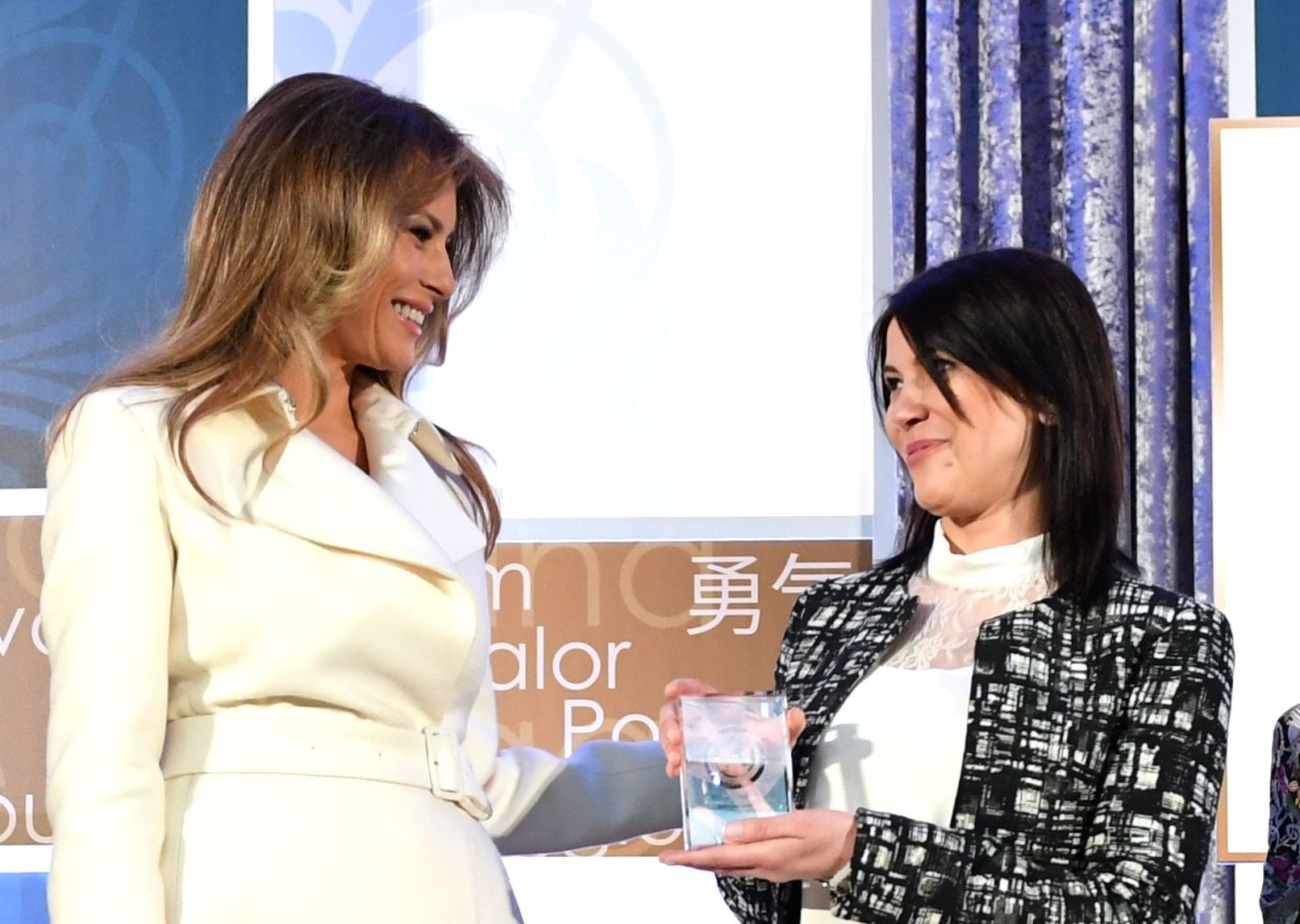
سعادت اوزکان به‌همراه ملانیا ترامپ، بانوی اول ایالات متحده آمریکا در مراسم اهدای جایزه بین‌المللی زنان شجاع، ۲۰۱۷